# Reduta Fresnoy
Reduta Fresnoy (malt. Ridott ta' Fresnoy, ang. Fresnoy Redoubt), znana też jako Reduta Kalafrana (malt. Ridott ta' Kalafrana, ang. Kalafrana Redoubt) była to tour-reduit w Birżebbuġa na Malcie. Została zbudowana w latach 1715–1716 przez Zakon Maltański jako jedna z serii fortyfikacji nadbrzeżnych dokoła Wysp Maltańskich. Reduta została zburzona w roku 1897.

## Historia
Reduta Fresnoy została zbudowana w latach 1715–1716 jako część łańcucha fortyfikacji, broniącego zatoki Marsaxlokk, w skład którego wchodziły też trzy inne reduty, olbrzymi Fort San Lucian, dwie mniejsze wieże de Redina, siedem baterii i trzy umocnienia (entrenchments). Najbliższymi fortyfikacjami Reduty Fresnoy były Bateria Elminiech na zachodzie i Bateria Balbani na wschodzie.
Reduta Fresnoy była jedną z czterech tour-reduit zbudowanych na Malcie, z których pozostałe trzy to Reduta Spinola, Wieża Vendôme oraz Wieża Marsalforn. Miała ona półokrągły front oraz redan od strony lądu, we wszystkich ścianach posiadała otwory strzelnicze dla muszkieterów.
Reduta została zburzona z zarządzenia Public Works Department (Departamentu Robót Publicznych) 22 lutego 1897 roku. Miejsce to zajmuje w tej chwili część Malta Freeport.